# Mediterranean Shipping Company

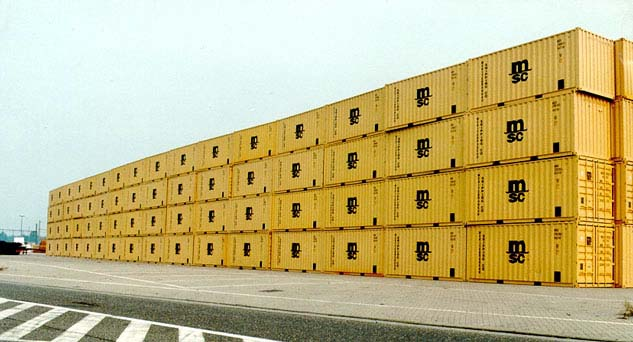
Nuevos contenedores de MSC.

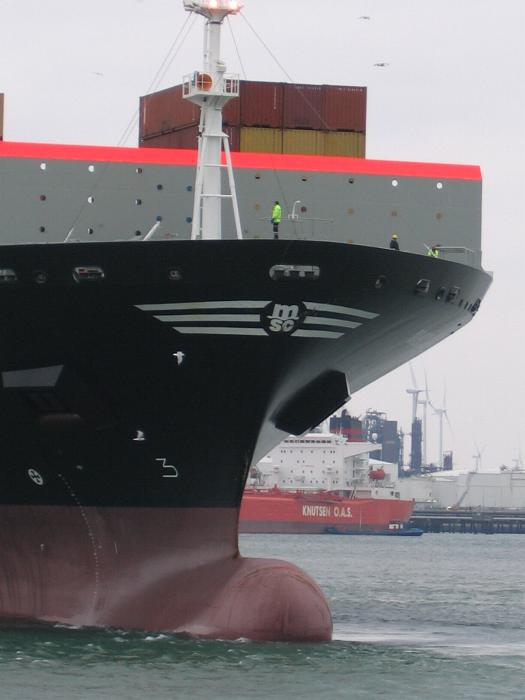
Proa de un portacontenedor de MSC.

Mediterranean Shipping Company S.A. (MSC) es la empresa matriz de un grupo de empresas y la primera empresa naviera del mundo en términos de capacidad de carga de los buques portacontenedores. La compañía opera 760 buques y tiene una capacidad de transporte de 2.308.000 TEU. La compañía tiene su sede en Ginebra y opera en la mayoría de puertos del mundo.
MSC sirve a 335 puertos en los seis continentes. 600 oficinas locales en 163 países, que emplean a más de 110.000 personas, proporcionan una red de agencias de representación. Se emplean buques de hasta una capacidad de 13.800 TEU, incluidos algunos de los mayores portacontenedores, como el MSC Emanuela y el barco gemelo MSC Beatrice.
Además del transporte marítimo de mercancías que realiza la empresa matriz, el grupo empresarial tiene filiales que operan líneas de cruceros, trenes de alta velocidad y trenes de mercancías.
La compañía permanece siendo una empresa familiar de los descendientes de Gianluigi Aponte.

## Filiales
- Transporte de mercancías
  - MSC Mediterranean Shipping Company
  - Terminal Investment Limited (TiL), operador portuario.
  - MEDLOG, operador logístico.
  - MEDWAY S.A., operador ferroviario
- Transporte de pasajeros
  - MSC Cruceros, línea de cruceros.
  - Explora S.A., línea de cruceros de lujo.
  - Grandi Navi Veloci S.p.A. (GNV), naviera de navegación costera.
  - Società Navigazione Alta Velocità (SNAV), naviera de barcos multicasco.
  - Nuovo Trasporto Viaggiatori, operador ferroviario de alta velocidad.

## Historia
MSC fue fundada en Nápoles en 1970 por Gianluigi Aponte, cuando compró su primer buque, Patricia, seguido por Rafaela, con los que Aponte empezó una línea mercante operativa entre el Mediterráneo y Somalia. La compañía se expandió mediante la adquisición de buques de carga de segunda mano. Por 1977, la compañía operaba en el norte de Europa, África y el Océano Índico. La expansión empresarial prosiguió durante los años 1980; al final de la década, MSC operaba líneas marítimas a Norteamérica y Australia.
En 1988 comenzó su negocio en el sector de cruceros con el barco "Monterey", y en 1989 adquirió Flotta Lauro, y subsecuentemente aumentó el negocio de cruceros, que opera a través de su filial MSC Cruceros.
En 1994, la línea marítima ordenó la adquisición de sus primeros buques nuevos, que fueron entregados a partir de 1996 con el MSC Alexa. Fueron construidos por el astillero italiano Fincantieri.
En junio del 2005 inauguró en Amberes (Bélgica) el principal HUB europeo.
La línea marítima ha sido nombrada mejor empresa naviera del año 2007 por sexta vez en once años por Lloyds Loading List, que es un logro que no ha sido alcanzado por ninguna otra compañía naviera. La línea ha emplazado órdenes para la adquisición de once nuevos buques que transportarán hasta 15.000 TEUs cada uno, que los convierte en algunos de los mayores portacontenedores del mundo.
La nueva sede de MSC India, "MSC House", fue inaugurada por Diego Aponte en 2008.
La sede de MSC Chipre fue inaugurada el 8 de abril de 2009, siendo Chipre hub del mercado del transporte de contenedores de la empresa.
MSC también dispone de una división que proporciona los servicios de las tecnologías de la información (TI) que requiere la compañía, Interlink Transport Technologies Inc., que tiene su base en Warren, Nueva Jersey.
En diciembre de 2021, MSC ofrecerá al menos 5.700 millones de euros por Bolloré Africa Logistics, una filial del grupo Bolloré.
El 15 de febrero de 2011 sobrepasó a A.P. Møller-Mærsk Line como la primera compañía en TEU.
En 2015 su filial ferroviaria MSC Rail compró CP Carga S.A. a Comboios de Portugal y en 2023 el 50% de Renfe Mercancías a Renfe y el 50% de Italo/NTV.